# Major/Minor
Major/Minor es el octavo álbum de estudio de la banda Thrice. El disco fue lanzado a través de Vagrant Records el 6 de septiembre de 2011.
En julio de 2011, tres veces ofrece una descarga gratuita de la canción de apertura "Yellow Belly" a través de la página web ChinaShop. El ruido del tráfico a la página web hizo que el sitio se bloquee, y la canción fue subido posteriormente a Soundcloud. "Yellow Belly" se estrenó previamente en vivo en el Bamboozle festival en abril de 2011. En agosto de 2011, una versión acústica de "Anthology",  un vídeo con la letra de "Promises" fueron publicados en Internet.

## Recepción
Major/Minor fue recibida con gran éxito de crítica, obteniendo una puntuación media de 82 basado en 10 opiniones de Metacritic . [15] En una revisión positiva, Raziq Rauf de BBC Music alabó la producción del álbum, afirmando que "no hay una simplicidad de la música y las canciones que permite al oyente disfrutar de ellos en un nivel muy elemental."

## Lista de canciones
Toda la música escrita por Eddie Breckenridge, Riley Breckenridge, Dustin Kensrue y Teppei Teranishi.
1. "Yellow Belly" – 3:58
2. "Promises" – 4:09
3. "Blinded" – 4:24
4. "Cataracts" – 4:03
5. "Call It in the Air" – 4:37
6. "Treading Paper" – 4:41
7. "Blur" – 3:14
8. "Words in the Water" – 6:26
9. "Listen Through Me" – 4:37
10. "Anthology" – 4:24
11. "Disarmed" – 4:49